# Vereinigte Bibelgruppen
Die Vereinigten Bibelgruppen in Schule, Universität und Beruf (VBG) sind ein interkonfessioneller christlicher Verein in der Schweiz, der ein ganzheitliches Christsein, das alle Lebensbereiche umfasst, leben und fördern will. Dabei konzentriert sich der Verein auf Schülerbibelkreise, studentische Hochschulvereine und Fachkreise akademischer Berufe (u. a. Architektur, Informatik, Recht, Sozialarbeit und Pädagogik). Daneben bietet er auch Kurse, Seminare, Tagungen und Retraiten an.

## Geschichte
Der Seminarist Hans Ferdinand Bürki (1925–2002) gründete 1944 am Lehrerseminar Küsnacht bei Zürich die erste Bibelgruppe der Deutschschweiz. Die Vereinigten Bibelgruppen entstanden danach in den Vierziger- und Fünfzigerjahren des letzten Jahrhunderts als Ableger der Studentenbibelgruppen an den Universitäten der französischsprachigen Schweiz, die sich von Intervarsity ableiteten. Der Verein VBG entstand 1949. Analog zur Studentenmission in Deutschland und zur Österreichischen Studentenmission bildet die VBG zusammen mit ihrer französischsprachigen Partnerorganisation Groupes Bibliques des Ecoles et Universités de Suisse Romande (GBEU) die Schweizer Organisation der International Fellowship of Evangelical Students (IFES). Die VBG vernetzt die einzelnen Gruppen und hilft beim Aufbau von Strukturen. Erster Generalsekretär war Hans Ferdinand Bürki, der auch langjähriger Leiter der Casa Moscia war.
Heute ist der Verein an allen Universitäten der deutschsprachigen Schweiz, diversen Fachhochschulen, in vielen Mittelschulen, in rund 200 Unternehmen mit Gebetsgruppen und im Bundeshaus vertreten. Im Bereich der Bildung engagiert sich der Verein für eine transparente Vermittlung von Religionskenntnissen und Werten, weil hier Neutralität und Wertfreiheit ein Mythos und eine Illusion seien. Nebst der eigenen Zeitschrift Bausteine gaben sie im Jahr 2014 die Hefte begründet glauben und Begegnungsort Bibel heraus, die zu Auseinandersetzung, Diskussionen und Gottesbegegnung anregen wollen. Es folgte 2016 das Heft Glauben gestalten und 2018 Alltäglich glauben.

## Organisation
Der Verein wird von einem siebenköpfigen ehrenamtlichen Vorstand geleitet. Es gibt rund dreissig Festangestellte im Bereich Jugend- und Erwachsenenarbeit, die Mehrheit davon in Teilzeitarbeit. Zudem gibt es festangestellte Mitarbeitende für die Gästehäuser Casa Moscia und Campo Rasa.
2019 gab es 44 VBG-Gruppen an Mittelschulen (mit rund 520 Schülerinnen und Schülern), 18 Gruppen an Universitäten und Fachhochschulen (mit rund 400 Studierenden) sowie 40 Gruppen für Berufstätige (mit rund 450 teilnehmenden Personen).
Alle angestellten Mitarbeitende arbeiten für einen Lohn, der sich nach Bedürfnissen und Lebensverhältnissen richtet. Beide Gästehäuser bieten Möglichkeiten zu sozialdiakonischen Einsätzen mit persönlicher und geistlicher Begleitung an.
Die VBG finanzieren sich durch Spenden. Casa Moscia und Campo Rasa erwirtschaften Einnahmen aus den Übernachtungen der Gäste, wobei Casa Moscia weitgehend selbsttragend ist (2017 zu 93 Prozent) und Campo Rasa vom Verein und seinem Freundeskreis mitfinanziert wird (2017 zu 23 Prozent).

## Glaube und Themenschwerpunkte
Theologisch steht der Verein auf dem Boden des apostolischen Glaubensbekenntnisses und des Bekenntnisses von Nizäa und Konstantinopel und dem Glaubensbekenntnis der IFES. Sie vermeiden dabei bewusst eine konfessionelle Ausrichtung und haben ihre theologischen Schwerpunkte um das Jahr 2000 bei sechs verschiedenen historischen und gegenwärtigen christlichen Traditionen festgemacht:
- die Kontemplation und Schöpfungsspiritualität der monastischen Tradition
- die Berufung auf Bibel und Gnade der reformatorischen Tradition
- die Erfahrbarkeit Gottes und die Gaben des Heiligen Geistes aus der charismatischen Tradition
- die Mitmenschlichkeit und soziale Verantwortung der christlichen sozialethischen Tradition
- die Integration von Glauben und Denken und das Konzept der ungeteilten Wahrheit aus der scholastischen Tradition
- das auf Gott bezogene Alltagsleben und die Disziplin der Heiligungsbewegungen

Seit dem Jahr 2015 wurden daraus folgende Schwerpunkte formuliert:
- Begründet glauben: Fragen nachgehen und eigene Positionen formulieren
- Begegnungsort Bibel: Gemeinsames Lesen und Entdecken der Heiligen Schrift
- Glauben gestalten: Eigene Spiritualität reflektieren und weiterentwickeln
- Alltag und Glaube: Fachliche und gesellschaftliche Fragen mit dem Glauben verbinden

## Casa Moscia
Seit 1957 gehört der VBG das am Langensee (Lago Maggiore) gelegene Hotel Casa Moscia. In einer ehemaligen Teigwaren- und Feingebäckfabrik Bolongari-Pisani gründete die ehemalige Blaukreuzmitarbeiterin Lisel Moser 1946 eine Heimstätte und verkaufte sie 1957 an die VBG. Das Haus umfasst heute 140 Betten und verzeichnete 2007 über 27'000 Übernachtungen. 15 % wurden von VBG-eigenen Camps und Kursen generiert. Die übrigen Übernachtungen kamen von Schulklassen, Konfirmandenlager, Jugendtreffen, Kirchgemeindewochen, Seminarveranstaltungen und zahlreichen Einzelgästen.

## Campo Rasa
1962 kaufte der Verein in Rasa, einem abgelegenen, damals fast verlassenen Dorf im Tessiner Centovalli drei baufällige Häuser von einer auswandernden Tessinerfamilie, die in jahrelanger Freiwilligenarbeit saniert wurden. Es entstanden ein Ferienzentrum für Kurse und Retraiten, ein biologischer Landwirtschaftsbetrieb und eine nachhaltige Forstwirtschaft. Weitere Häuser wurden renoviert, und heute kommt ein beträchtlicher Teil des Einkommens des wiederbelebten Dorfs aus Projekten der Vereinigten Bibelgruppen. Seit 1981 gehört Rasa zu den Schützenswerten Ortsbildern von Nationaler Bedeutung. Das 2001 installierte Sonnenenergie-Konzept ist vom Bundesamt für Energie als Pilot- und Demonstrationsobjekt anerkannt und deshalb mit öffentlichen Geldern unterstützt worden. Das Zentrum wird für eigene Kurswochen und Retraiten genutzt und vermietet Räume an Seminargruppen und an Einzelgäste. Mit 5'600 Übernachtungen kam es 2011 auf eine Auslastung von 60 %.